# کارنامه خورش
کارنامۀ خورش فرهنگ‌نامه‌ای است در خصوص غذاهای مختلف ایرانی و گاه غیرایرانی که توسط نادر میرزا قاجار و همسرش نوشته شده است. علاوه بر این، این کتاب اطلاعات جامعی در خصوص تاریخ و سیاست آن زمان و نیز خواص طبی این غذاها ارائه می‌دهد. نادر میرزا دلیل نوشتن این کتاب را اقامت اجباری در یکی از روستاهای آذربایجان که در واقع تیول او بود، بیان می‌کند.
این کتاب در سال ۱۳۸۶ به تصحیح احمد مجاهد با عنوان «خوراک‌های ایرانی به فارسی سره» توسط دانشگاه تهران منتشر شد اما بعدها توسط نشر اطراف و به تصحیح نازیلا ناظمی منتشر شد.